# Ulrich Roehl
Ulrich Roehl (* 4. Mai 1934 in Königsberg) ist ein deutscher Jurist und ehemaliger Politiker (SED). Er war von 1989 bis 1990 Staatssekretär in der DDR.

## Leben
Roehl, Sohn eines Bäckers, besuchte die Grund- und  die Oberschule mit Abitur. Er wurde 1952 Mitglied der Sozialistischen Einheitspartei Deutschlands (SED). Nach einer Dienstzeit als Angehöriger der Kasernierten Volkspolizei von 1952 bis 1955 studierte er bis 1959 Rechtswissenschaften an der   Martin-Luther-Universität Halle-Wittenberg (MLU) mit dem Abschluss als Diplom-Jurist. Von 1959 bis 1964 war er Richter am Kreisgericht Annaberg, anschließend von Januar 1964 bis 1976 Richter bzw. Oberrichter am  Obersten Gericht der DDR. Nach einer außerplanmäßigen Aspirantur an der MLU von 1971 bis 1973 wurde er zum Dr. jur. promoviert. Vom 3. Juli 1976 bis 1990 wirkte er als Generalsekretär bzw. ab 1985 als 1. Vizepräsident der „Vereinigung der Juristen der DDR“ (Nachfolger von Walter Baur).
Vom 30. November 1989 bis 4. Januar 1990 fungierte er in der Regierung Modrow als Staatssekretär im Ministerium der Justiz (Nachfolger von Hans Ranke). Roehl wurde von  Wolfgang Peller abgelöst.